# Кольмор
Кольмор (нем. Kollmoor) — община в Германии, в земле Шлезвиг-Гольштейн. 
Входит в состав района Штайнбург. Подчиняется управлению Брайтенбург.  Население составляет 32 человека (на 31 декабря 2010 года). Занимает площадь 3,34 км².